# Yehonathan Gatro
Yehonathan Gatro (en hébreu : יהונתן גטרו) est un chanteur et un acteur israélien né le 25 octobre 1977 à Tel Aviv. Né Yehonathan Gatrovich (en hébreu : יהונתן גטרוביץ), il est connu sous le nom de scène Gatro, mais utilise juste son prénom Yehonathan depuis 2009.

## Biographie
Yehonathan a commencé sa carrière en Israël en 2000. Bien qu'ayant fait son coming out dans sa vie privée, il reste discret dans sa vie professionnelle sur son orientation sexuelle pendant plusieurs années. Dans ses chansons d'amour, il utilise des pronoms à la deuxième personne du féminin, devenant une idole pour les jeunes filles.
En 2002, il quitte Israël pour étudier le métier d'acteur, à Los Angeles. 
Revenu en Israël en 2006, et commence à utiliser dans ses chansons d'amour des pronoms à la deuxième personne du masculin (en hébreu, le pronom "tu/te/toi" a une forme masculine et une forme féminine, selon que la personne à qui on s'adresse est un homme ou une femme) et, dans une interview, il fait son coming out publiquement.
Les clips de ses chansons les plus récentes montrent Yehonathan avec des hommes dans des situations qui ne laissent planer aucun doute sur ses préférences. Même controversés, ses clips sont populaires sur la chaîne de télévision musicale israélienne Canal 24 (ערוץ 24).

## Albums et singles
- (he) "They're Talking About It" (hébreu : מדברים על זה), 2000 album
- (he) "Calling You" (hébreu : קורא לך), 2006 single
- (he) "Just Another Summer", (hébreu : בלילה חם בקיץ), 2007 single
- (en) "Just Another Summer", 2009 single (anglais)
- (en) "My Turn", 2009 album
- (he) "Nifradnu Kach", 2009 single, נפרדנו כך
- (en) "Remember When", 2010 album (English)